# Junta Nacional do Vinho

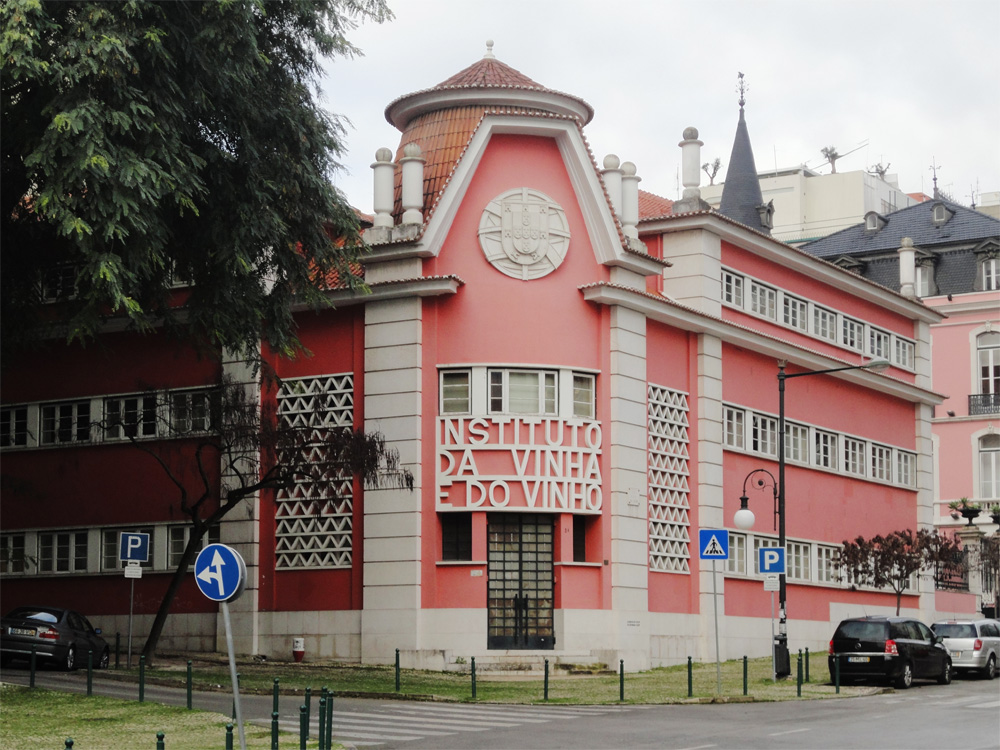
Edifício da sede da JNV, projetada por Cassiano Branco, em Lisboa

A Junta Nacional do Vinho (JNV) foi um organismo de coordenação económica do regime corporativo do Estado Novo, criada pelo Decreto-Lei n.º 27 977, de 19 de Agosto de 1937, com um âmbito alargado de actuação na política de produção e comércio dos produtos vínicos, visando a defesa económica da pequena vinicultura, a regularização dos preços do vinho e a melhoria da qualidade dos vinhos portugueses.
A JNV foi em 1986 transformada no actual Instituto da Vinha e do Vinho (IVV).

## Criação
A Junta Nacional do Vinho sucedeu nas atribuições, então alargadas a todo o território português, à Federação dos Vinicultores do Centro e Sul de Portugal, organismo que havia sido criado em 1933.

## Atribuições
A atuação da JNV abrangeu uma alargada gama de funções, no domínio de:
- vinhos de pasto, desde o fomento da consciência corporativa e o sentimento de solidariedade;
- emissão de pareceres sobre os assuntos que lhe fossem submetidos;
- concessão de certificados de origem;
- promoção da melhoria das condições de fabrico de produtos vinícolas;
- criação de uma rede nacional de Adegas Cooperativas;
- assistência técnica e intervenção no sector vitivinícola com vista à regularização dos preços no mercado, garantindo o escoamento dos produtos.

Na vertente da regularização dos preços do vinho, a actuação da JNV centrou-se na obtenção do preço médio anual resultante do equilíbrio entre a oferta e o escoamento, na evolução das produções e a sua relação com a produção média anual e no armazenamento das quantidades excedentes nos anos de grande produção de forma a que as produções pudessem ser compensadas nos anos de escassez. 

## Adegas cooperativas

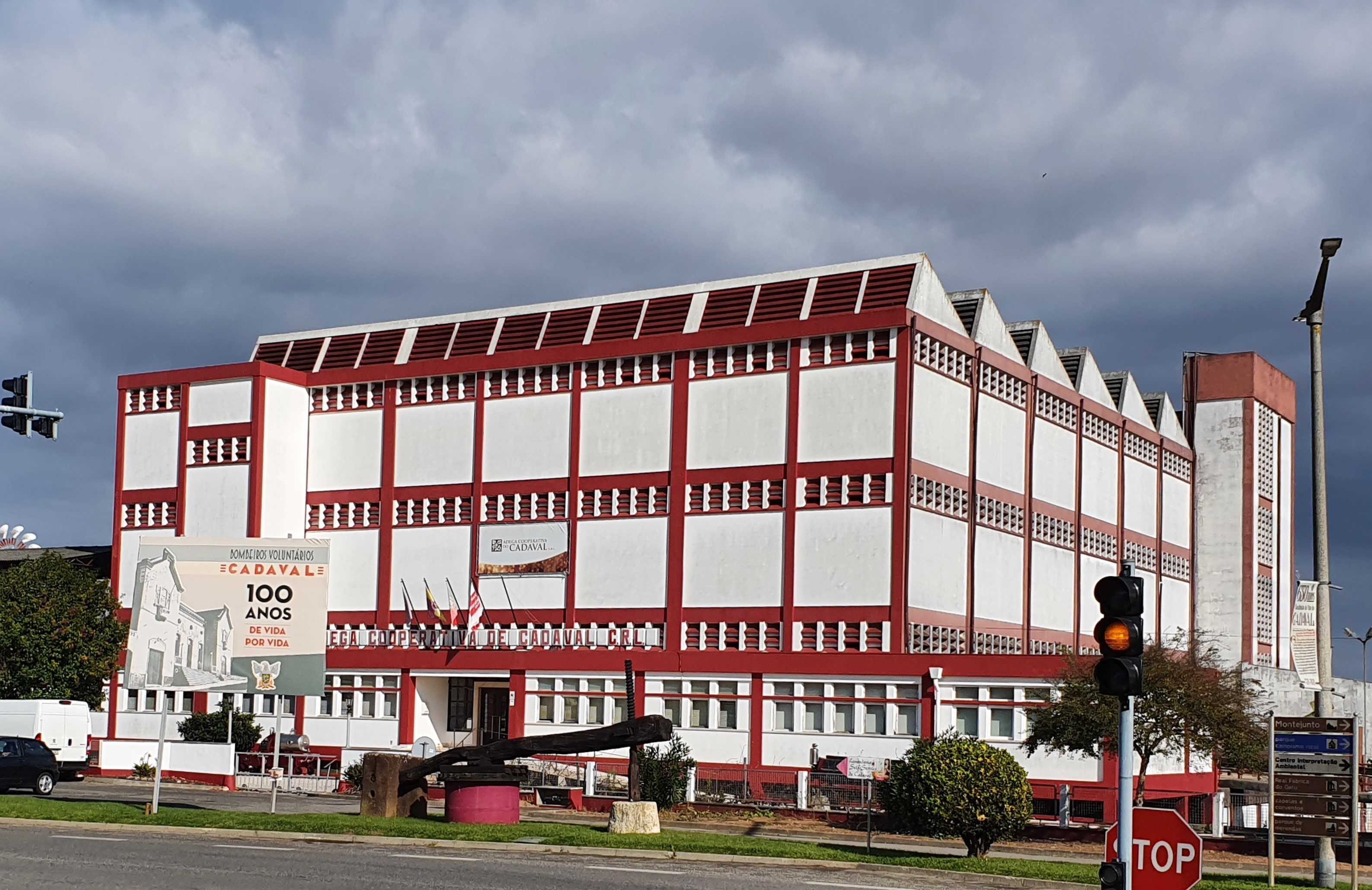
A Adega Cooperativa do Cadaval foi construída em 1969

A principal medida foi a criação de uma rede de adegas cooperativas, a partir de 1945, dimensionadas para assegurar as possibilidades de fabrico nos anos de sobreprodução e para garantir a melhoria da qualidade do produtos e criar condições adequadas para a armazenagem da produção que não pudesse ser escoada durante a campanha.
A implantação de adegas cooperativas decorreu em 2 fases: 
- entre 1935 e 1952, a Junta Nacional do Vinho recorreu, principalmente, ao uso de pavilhões temporários e à aquisição de instalações, localizadas nos principais locais de produção. Estas eram, sobretudo, antigos armazéns da FVCSP e de adegas particulares que, beneficiando de obras, foram equipadas com os meios necessários às novas funções a desempenhar.
- A partir de 1945 as novas adegas cooperativas são instaladas em edifícios constituídos para esse propósito.

Em 1952 a JNV apresentou a proposta de uma rede de adegas cooperativas para a sua área de influência, da autoria de  Américo C. Miguel e Rogério V. de Oliveira, dois engenheiros agrónomos técnicos do Gabinete de Estudos da JNV. Este texto compreende 141 adegas distribuídas por 14 zonas, com as respetivas áreas de influência. Contudo, na revisão efetuada em 1974, verifica-se que das 141 adegas inicialmente previstas, existiam apenas 64, em toda a sua área de influência. 

### Território da rede de adegas cooperativas
- I Zona Transmontana;
- II Zona da Beira Transmontana;
- III Zona de Lafões;
- IV Zona da Beira Litoral Norte;
- V Zona da Bairrada;
- VI Zona de Baixo Mondego;
- VII Zona de Leiria;
- VIII Zona do Baixo Zêzere;
- IX Zona da Beira Baixa;
- X Zona do Oeste;
- XI Zona Ribatejana;
- XII Zona de Setúbal;
- XIII Zona Alentejana;
- XIV Algarve.